# Mid-Sussex Football League
La Mid-Sussex Football League (nota anche come Gray Hooper Holt LLP per motivi di sponsorizzazione) è una lega calcistica inglese. La lega ha in totale 11 divisioni, la massima divisione è la Premier Division che si trova al livello 12 del National League System. Con lo status di livello 12 nella struttura inglese, la lega funge come alimentatore per la Sussex County League Division Three. Mentre la Division Nine è attualmente il livello 22 e più basso del sistema calcistico inglese.

## Stagione 2015-2016
- Premier Division

AFC Varndeanians riserve | Balcombe | Buxted | Copthorne | Cuckfield Rangers | East Grinstead United | Forest Row | Jarvis Brook | Lindfield | Montpelier Villa | Peacehaven United | Portslade Athletic | Rotherfield | Smallfield | Willingdon Athletic
- Championship

Ashurst Wood | AFC Haywards | AFC Ringmer | Barcombe | Cuckfield Town | Ditchling | Dormansland Rockets | Framfield & Blackboys United | Furnace Green Rovers | Phoenix United | Polegate Town | Sporting Lindfield
- Division One

AFC Uckfield Town 'A' | AFC Varndeanians 'A' | Alliance | Ansty Sports & Social | Ardingly | East Court | Felbridge | Montpelier Villa riserve | Nutley | Sporting Elite | Wivelsfield Green Pilgrims
- Division Two

Balcombe riserve | Burgess HillAlbion | Buxted riserve | Copthorne riserve | Crawley Athletic | Crawley Cobras | Handcross Village | United Services | West Hoathly | Willingdon Athletic riserve
- Division Three

Copthorne 'A' | Crawley Devils | Cuckfield Rangers riserve | DCK Copthorne | Dormansland Rockets riserve | Framfield & Blackboys United riserve | Ifield Galaxy riserve | Lindfield riserve | Plumpton Athletic
- Division Four

AFC Hurst | East Grinstead United riserve | Eastbourne Rangers riserve | Jarvis Brook riserve | Peacehaven United riserve | Polegate Town riserve | Rotherfield riserve
- Division Five

Ansty Sports & Social riserve | Ashurst Wood riserve | AFC Haywards riserve | Copthorne 'B' | Danehill | Montpelier Villa 'A' | Portslade Athletic riserve | Sporting Elite riserve | Stones | Wisdom Sports
- Division Six

Bolney Rovers | Burgess Hill Rhinos | Ditchling riserve | Fairwarp | Fletching | Forest Row riserve | Newick | Ridgewood | Roffey 'A' | Willingdon Athletic 'A'
- Division Seven

Ardingly riserve | AFC Ringmer riserve | Burgess Hill Athletic | Fairfield | Handcross Village riserve | Hartfield | Ilfield Galaxy 'A' | Lindfield 'A' | Maresfield Village riserve | Plumpton Athletic riserve | Wivelsfield Green Pilgrims riserve
- Division Eight

Barcombe riserve | Burgess Hill Albion riserve | Crawley Panthers | East Grinstead Mavericks | East Grinstead Town 'A' | Furngate | Handcross Village 'A' | Lindfield 'B' | Scayne's Hill
- Division Nine

AFC Bolnore | AFC Uckfield Town 'B' | Buxted 'A' | Crawley Cobras riserve | Crawley United | Cuckfield Rangers Development | East Grinstead Meads | Heath Rangers | Jarvis Brook 'A' | West Hoathly riserve
- Division Ten

Ashurst Wood 'A' | Fairwarp riserve | Hartfield riserve | Keymer & Hassocks | Nutley riserve | Ringmer 'A' | Rotherfield 'A' | Scayne's Hill riserve | Stones riserve

## Albo d'oro
| Stagione  | Premier Division      | Championship Division | Division One                  | Division Two          | Division Three               | Division Four               | Division Five                | Division Six             |
| --------- | --------------------- | --------------------- | ----------------------------- | --------------------- | ---------------------------- | --------------------------- | ---------------------------- | ------------------------ |
| 2002-2003 | Lewes Bridgeview      |                       | East Grinstead United riserve | Jarvis Brook          | Maresfield Village riserve   | Lewes Rovers riserve        | Crawley Down 'A'             | Lingfield 'A'            |
| 2003-2004 | Old Varndeanians      |                       | Jarvis Brook                  | Sporting Lindfield    | Rotherfield                  | Horsted Keynes              | Ardingly riserve             | Chailey                  |
| 2004-2005 | Wisdom Sports         |                       | Willingdon Athletic           | Uckfield Town riserve | Horsted Keynes               | Willingdon Athletic riserve | AFC Ringmer                  | Keymer & Hassocks        |
| 2005-2006 | East Grinstead United |                       | Felbridge                     | Horsted Keynes        | Willingdon Athletic riserve  | AFC Ringmer                 | Keymer & Hassocks            | Wisdom Sports riserve    |
| 2006-2007 | Old Varndeanians      |                       | Hartfield                     | Uckfield Town riserve | AFC Ringmer                  | Keymer & Hassocks           | Lingfield 'A'                | Antsy Sports & Social    |
| 2007-2008 | Lindfield             |                       | Uckfield Town riserve         | AFC Ringmer           | Roffey                       | Lindfield riserve           | Danehill                     | Copthorne                |
| 2008-2009 | Old Varndeanians      |                       | Crawley Down 'A'              | Roffey                | Dormansland Rockets          | Uckfield Town 'A'           | Barcombe                     | East Grinstead Wanderers |
| 2009-2010 | Lindfield             |                       | Roffey                        | Dormansland Rockets   | Framfield & Blackboys United | Barcombe                    | Copthorne                    | Balcombe riserve         |
| 2010-2011 | Maresfield Village    | Dormansland Rockets   | AFC Grinstead                 | Keymer & Hassocks     | Copthorne                    | Roffey riserve              | Fairwarp                     | Halsford Lions           |
| 2011-2012 | Dormansland Rockets   | Rotherfield           | Peacehaven United             | Ditchling             | Cuckfield Town riserve       | Wivelsfield Green           | Furnace Green Galaxy riserve | United Services          |
| 2012-2013 | Dormansland Rockets   | Burgess Hill Albion   | Smallfield                    | East Court            | Roffey riserve               | Copthorne riserve           | DCK Copthorne                | Nutley                   |
| 2013-2014 | East Grinstead United | Smallfield            | Furnace Green Rovers          | Ashurst Wood          | Copthorne riserve            | DCK Copthorne               | Nutley                       | Hydraquip riserve        |
| 2014-2015 | Peacehaven United     | Portslade Athletic    | Dormansland Rockets           | Barcombe              | AFC Haywards                 | United Services             | Copthorne 'A'                | DCK Copthorne            |
| 2015-2016 | Jarvis Brook          | Dormansland Rockets   | Nutley                        | Copthorne II          | DCK Maidenbower              | Eastbourne Rangers II       | AFC Haywards II              | Ridgewood                |

## Albo d'oro Recent Cup
| Stagione  | MSFL Senior Charity Cup | MSFL Junior Charity Cup     | Montgomery Challenge Cup | Mowatt Challenge Cup         | Edgar German Challenge Cup | Stubbins Challenge Cup  | Somerville Challenge Cup    |
| --------- | ----------------------- | --------------------------- | ------------------------ | ---------------------------- | -------------------------- | ----------------------- | --------------------------- |
| 2002-2003 | Hassocks riserve        | Virgin riserve              | Newick                   | Lewes Rovers                 | Wivelsfield Green          | Lindfield riserve       | Wealden 'A'                 |
| 2003-2004 | Franklands Village      | Rotherfield                 | Hassocks 'A'             | Newick                       | Horsted Keynes             | Hartfield               | Horley Athletico            |
| 2004-2005 | Crawley Down riserve    | Willingdon Athletic riserve | Old Varndeanians         | Uckfield Town riserve        | Hartfield                  | Hartfield               | Willingdon Athletic riserve |
| 2005-2006 | Ifield Edwards          | Willingdon Athletic riserve | Willingdon Athletic      | Hartfield                    | Hartfield                  | AFC Ringmer             | AFC Ringmer                 |
| 2006-2007 | Pease Pottage Village   | Franklands Village          | Balcombe                 | Ashurst Wood                 | Franklands Village         | Keymer & Hassocks       | Ansty Sports & Social       |
| 2007-2008 | Three Bridges riserve   | Copthorne                   | Lindfield                | Rotherfield                  | AFC Ringmer                | East Grinstead Town 'A' | Barcombe                    |
| 2008-2009 | Lindfield               | Ifield Edwards 'B'          | Uckfield Town riserve    | Dormansland Rockets          | Dormansland Rockets        | Dormansland Rockets     | Uckfield Town 'A'           |
| 2009-2010 | Cowfold                 | Newick                      | Lindfield                | Cuckfield Town               | Burgess Hill Albion        | Burgess Hill Albion     | Copthorne                   |
| 2010-2011 | Pease Pottage Village   | Maresfield Village riserve  | Lewes Bridgeview         | AFC Grinstead                | Peacehaven United          | Plumpton Athletic       | Wivelsfield Green           |
| 2011-2012 | Pease Pottage Village   | Village of Ditchling        | Balcombe                 | Ditchling                    | Ditchling                  | Plumpton Athletic       | Halsford Lions              |
| 2012-2013 | Hassocks riserve        | Sporting Elite              | Peacehaven United        | Lindfield riserve            | Furnace Green Rovers       | Wivelsfield Green       | DCK Copthorne               |
| 2013-2014 | Balcombe                | AFC Haywards                | Peacehaven United        | Framfield & Blackboys United | Sporting Elite             | DCK Copthorne           | Nutley                      |
| 2014-2015 | Roffey                  | Wivelsfield Green Pilgrim   | Smallfield               | Dormansland Rockets          | Ansty Sports & Social Club | Handcross Village       | Lindfield III               |
| 2015-2016 | Copthorne               | United Services             | Lindfield                | Framfield & Blackboys United | Handcross Village          | Burgess Hill Albion     | Montpelier Villa III        |